# Helena River
Der Helena River ist ein Fluss im Südwesten des australischen Bundesstaates Western Australia.

## Geografie
Der Fluss entspringt am Pony Hill im Mundaring State Forest und fließt von dort nach Westen in den Lake C.Y.O’Connor, einen Stausee. Dann fließt er weiter nach Westen bis zur Darling Range, die er zwischen Gooseberry Hill und Greenmount – beides Vororte von Perth – durchbricht. Bei Guildford mündet er in den Swan River.

### Nebenflüsse mit Mündungshöhen
Viele Nebenflüsse des Helena River haben keinen Namen, weil sie zu klein sind und nicht das ganze Jahr über Wasser führen. Folgende Wasserläufe sind benannt:
- Wundabiniring Brook – 250 m
- Wariin Brook – 178 m
- Hancock Brook – 169 m
- Helena Brook – 165 m
- Chinaman Gully – 149 m
- Manns Gully – 136 m
- Hay Creek – 136 m
- Darkin River – 134 m
- Bourkes Gully – 110 m
- Piesse Gully – 45 m

(Quelle:)

## Stauseen
Der Fluss wird an zwei Stellen angestaut. Besser bekannt ist der Lake C.Y.O’Connor (früher Helena Reservoir), das nach dem Wasserbauingenieur Charles O’Connor benannt wurde, der die Golden Pipeline baute, zu der auch dieser Stausee gehört. Die zugehörige Staumauer heißt Mundaring Weir.
Seit dem Bau des tiefer gelegenen Stausees Pipehead Reservoir in den 1970er-Jahren gab es am Unterlauf in East Guildford und Guildford wesentlich weniger Überschwemmungen. Der größte Teil des Wassers aus dem Pipehead Reservoir wird in den Lake C.Y.O’Connor zurückgepumpt. Daher gibt es Beschränkungen, um die Wasserqualität im Pipehead Reservoir zu sichern, obwohl unmittelbar nördlich davon große Vorstädte von Perth liegen.

## Flussübergänge
Konstruktion und Stärke der Brücken mussten bis zum Bau des Pipehead Reservoirs dem höheren Wasserstand bei Flut angepasst  werden. Wesentliche Überflutungen gab es Anfang und Mitte des 20. Jahrhunderts.
Die wichtigsten Brücken liegen
- unterhalb Mundaring Weir
- im Ort Helena Valley
- in Bellevue (Reid Highway)
- in Midland
- in Woodbridge
- in East Guildford
- in Guildford

## Ökologie
Im Hügelland fließt der Helena River hauptsächlich durch Staatswälder und staatliche Schutzgebiete. Dies hat sich vorteilhaft auf Teile des Einzugsgebietes ausgewirkt, da diese Gebiete einen wichtigen Puffer zwischen den städtischen Siedlungen Mundaring und Kalamunda darstellen. Die reiche Vegetation des Flusstales gilt als ökologisch wichtig.
In Darlington und Helena Valley sind die Flussufer besiedelt und landwirtschaftlich genutzt, bevor der Fluss in die Küstenebene strömt.
Bei Bellevue und Midland lagen früher umweltgefährdende Industriebetriebe am Fluss, so das Ausbesserungswerk der Western Australian Government Railways (WAGR) und ein Viehmarkt in Midland.